# Ночі в стилі бугі
«Но́чі в сти́лі бу́гі» (англ. Boogie Nights) — культовий американський фільм-драма 1997 року про трагедію людей, зайнятих у порнобізнесі. Знятий 27-річним режисером Полом Томасом Андерсоном за власним сценарієм. Фільм розповідає про зліт та падіння молодого порноактора Дірка Діглера (Марк Волберг) та його колег зі знімальних майданчиків у Каліфорнії 1970-1980-х років, відтворюючи специфічну атмосферу порноіндустрії.
Бугі (або бугі-вугі) — це парний свінговий танець середини XX століття, «батько» багатьох напрямів сучасного танцю, символ безтурботної молодості післявоєнних років у Європі.
Стрічка мала позитивні відгуки більшості світових кінокритиків. Фільм став кар'єрним проривом для актора Марка Волберга та успіхом для виконавців ролей другого плану, Берта Рейнольдса і Джуліанн Мур, які були номіновані на премію «Оскар». Андерсон присвятив фільм «Ночі в стилі бугі» акторові Роберту Ріджлі (англ. Robert Ridgely, 1931—1997), який зіграв у ньому роль полковника Джеймса і після цього помер від раку.

## Сюжет
Дірк (англ. Dirk, «довгий кинджал») Діглер (Марк Волберг) — молода зірка порнокіноіндустрії кінця 1970-х — початку 1980-х, власник «прибору в 13 дюймів» (приблизно 33 см), за словами самого героя (англ. thirteen inches is a tough load). Зірку відкрив порнорежисер Джек Го́рнер (прототип — реальний порнорежисер Вільям Марголд) у виконанні Берта Рейнольдса. Стрічка розповідає про перші кроки Діглера до порнобізнесу, його шлях на вершину успіху та падіння через вживання кокаїну, що ви́кликало імпотенцію.
На прикладі Дірка Діглера, чиє життя тісно сплітається з іншими героями порноіндрустрії (Джеком, Ембер, Рідом, Ролергьорл та Баком) зображена мода, схильності та символи рубежу 1970-1980-х.
Джек знаходить майбутню зірку Едді А́дамса в нічному клубі, де той працює посудомийником, і той швидко переходить до порнобізнесу. Едді бере ім'я «Дік Діглер» та швидко здобуває популярність, виборовши кілька нагород як найкращий актор порнофільмів. Дік оновлює власний гардероб, купує будинок та дорогу́ спортивну автівку — червоний Chevrolet Corvette.
Помічник Джека, Маленький Біл (Вільям Мейсі), одружений із порнозіркою (її роль виконує реальна порнозірка Ніна Гартлі), яка не зважає на чоловіка та постійно принижує його, публічно займаючись сексом з іншими чоловіками. На новорічній вечірці, присвяченій зустрічі 1980-го року, Маленький Біл учергове знаходить свою дружину в одній із кімнат у ліжку з іншим, бере револьвер та вбиває коханців, після чого стріляє собі в голову на очах у присутніх колег. Цей момент стає ключовим для багатьох героїв фільму та знаменує початок падіння більшості з них.
За педофілію в тюрму потрапляє полковник Джеймс — основний спонсор порностудії. Нове джерело фінансування Джека вимагає перейти з дорогої кіноплівки та професійних акторів до відеокасет та активного використання любителів. Джек негативно сприймає запропонований новий формат, що виробляється без сценарію, роботи над персонажами та участі режисера, але хоче зберегти свою порноімперію, тож не має іншого виходу, крім як їздити містом у лімузині та пропонувати випадковим перехожим зайнятися сексом із Ролергьорл (Гізер Грем) у салоні автівки, знімаючи процес на відеокамеру (засновано на серії порнофільмів Джеймі Джиліса «На прогулянці», англ. On the Prowl). Але поїздка закінчується сумно: як з'ясовується в процесі зйомок, випадковий актор учився з Ролергьорл у школі, він грубо та зневажливо розмовляє з нею, а потім ображає і Джека. У результаті студента викидають із лімузіна, Джек та Ролергьорл жорстоко б'ють його та залишають скривавленого посеред вулиці.
Порнозірка Ембер Вейвз (Джуліанн Мур) намагається повернути опіку над своїм сином від колишнього чоловіка. Суд повторно позбавляє її материнства через причетність до порноіндустрії, колишню судимість та вживання кокаїну. Ембер сильно уражена поразкою.
Бак Своп (Дон Чідл) одружується із ще однією порнозіркою — Джесі Сен-Вінсент (Мелора Волтерс), яка швидко вагітніє від нього. Бак намагається отримати в банку кредит для відкриття власного магазину музичної техніки, але йому відмовляють як порноактору. Одного вечора Бак залишає дружину в автівці, а сам йде до кав'ярні за пончиками. В цей момент до кав'ярні вривається грабіжник зі зброєю; за його вимогою касир виймає та складає до пакету велику суму готівки з каси та сейфу. Один з озброєних відвідувачів починає перестрілку, в якій, за іронією долі, гинуть усі, крім Бака. Жодних свідків нема, і Бак йде з грошима, що були приготовані для грабіжника. На ці гроші він відкриває омріяний магазин.
Дірк стає залежним від кокаїну та метамфетаміну. Через складнощі зі збудженням на зйомках чергового фільму та присутність нового протеже Джека, він починає скандал із режисером та вилітає зі знімального майданчика. Дірк та його колишній порноколега Рід (Джон Рейлі) намагаються створити рок-гурт, але через відсутність таланту та наркотичну залежність у них нема грошей, щоб викупити власні демозаписи у студії. Дірк намагається заробити легкою формою вуличної проституції, але натрапляє на банду хуліганів, які його сильно побили.
Дірк, Рід та їхній знайомець Тод (Томас Джейн) намагаються разом здійснити аферу: продати наркоторговцю Рахаду Джексону (Альфред Моліна) пів кілограма соди під виглядом чистого кокаїну. Під час здійснення угоди в будинку Рахада, Тод робить спробу великого пограбування, чим починає перестрілку (в основі лежать реальні події, відомі як «Вбивці з Вондерленда»). Тод застрілений із дробовика, неозброєні Дірк та Рід ледве встигають утекти. Після цього Дірк просить вибачення у Джека і вони миряться. Дірк повертається до порноіндустрії.
Більшість героїв історії живуть у будинку Джека однією великою родиною.

## Персонажі
| Ім'я                     | Актор                | Опис |
| ------------------------ | -------------------- | --- |
| Дірк Діглер / Едді Адамс | Марк Волберг         | Уроджений Едді Адамс, власник 13-дюймового члену, найнятий до порноіндустрії режисером Джеком Хорнером. Змінив власне ім'я на більш яскраве «Дірк Діглер» та дуже швидко став найуспішнішим порноактором. У 1980-ті роки став залежним від кокаїну, і, після суперечки з Джеком, пішов зі студії. Центральний персонаж фільму, що має найбільший вплив на інших героїв історії. Образ Дірка більшою мірою заснований на особистості відомого порнокороля Джона Голмса, який коротко згаданий у фільмі. З іншого боку, прототипом Дірка також є актор Майк Рейнджер, який мав роман з порноакторкою Кей Паркер, що була набагато старшою за нього. |
| Джек Хорнер              | Берт Рейнольдс       | Успішний режисер порнографічних стрічок, зустрічає в одному з нічних клубів Лос-Анджелеса Едді Адамса та переконує його зробити кар'єру у фільмах для дорослих. Мудрий та по-батьківські добрий, зміг створити закритий світ, в якому живуть та беруть участь у фільмах по-справжньому талановиті актори та допоміжний персонал. Його мрія — зробити кіно не просто про секс, а з історією, що не відпустить глядача навіть після того, як той отримає оргазм. Шанс зробити такий фільм з'являється з появою персонажу «Брок Лендерс», якого грає Дік Діглер. Характер Джека — суміш таких порнодіячів, як Вільям Марголд, Боб Чін та Біл Амерсон. |
| Рід Ротчайлд             | Джон Рейлі           | Порноактор-ветеран, стає найкращим другом Дірка. Егоцентричний, намагається показати себе більш талановитим, ніж є насправді. Разом з Дірком є автором успішного порносеріалу кінця 1970-х, залежний від кокаїну, залишає студію Джека разом з Дірком. Поза порноіндустрії хоче стати фокусником, ця мрія здійснюється в кінці фільму. |
| Ембер Вейвз              | Джуліанн Мур         | Порнозірка фільмів Джека Хорнера. Вживає кокаїн та має серйозні емоційні проблеми, які були як наслідком, так і причиною того, що права на опіку сина перейшли до її колишнього чоловіка. Син Ембер жодного разу не з'явився у фільмі, є тільки марні спроби матері та сина зв'язатися телефоном. Закохується в Дірка з першого погляду, одночасно приймаючи його як нового сина. Але їх міцні стосунки призвели до схильності до кокаїну самого Дірка, який став наркоманом. Реальне ім'я Ембер — Мегі. Великою мірою уособлює Джулію Сен-Вінсент, подругу порноактора Джона Холмса. За словами режисера Андерсона, на створення образу Ембер його також надихнула порноакторка Вероніка Гарт, чиї права на дитину також розглядали в судовому порядку. |
| Ролергьорл               | Хізер Грем           | Молода, гарна та талановита акторка в фільмах Джека, не знімає ролики навіть під час сексу. На початку своєї кар'єри вчиться у середній школі, як і Дірк, але вилітає з навчального закладу і відразу отримує запрошення від Джека. Коли Дірк кидає студію для здійснення власних інтересів, її стосунки з Ембер отримують характер удочеріння. Так само, як Дірк, залежна від кокаїну, який вживає разом з Ембер. Справжнє ім'я — Бренді. В кінці фільму повертається до школи, щоб здати випускний іспит. |
| Бак Своп                 | Дон Чідл             | Колишній продавець стереоапаратури в магазині техніки, стає порноактором. В постійному пошуку оригінального стилю одягу, що йому пасуватиме. Одружується з іншою порнозіркою Джесі Сен-Вінсент, що чекає на його дитину. У 1980-ті роки намагається відкрити власний магазин з продажу музичної техніки, але заявка на кредит у банку відхилена через участь Бака у порнографії. Пізніше все ж знаходить необхідні кошти, ледве не ставши жертвою випадкової перестрілки та забравши виручку вбитого грабіжника, і відкриває свою справу. |
| Скоті                    | Філіп Сеймур Гоффман | Сором'язливий та знервований гомосексуал, входить до знімальної групи Джека в якості помічника оператора. З першого погляду закохується в Дірка, обожнює його, одного разу, будучи нетверезим, намагається поцілувати, чим тільки лякає його. Разом з Рідом йде зі студії Джека, підтримавши Дірка. |
| Маленький Біл            | Вільям Мейсі         | Тихий асистент Джека. У зв'язку з боязким характером не викликає поваги до себе, тож його дружина-порнозірка більшу частину часу проводить у публічному сексі з іншими чоловіками. На початку нового десятиріччя на вечірці Джека вчергове бачить дружину з іншим і його терпінню приходить кінець. Бере зі своєї автівки револьвер, вбиває її та партнера під час сексу, а потім і себе. |
| Джесі Сен-Вінсент        | Мелора Волтерс       | Порнозірка, що приєднується до команди Джека, коли Дірк стає відомим. Вона та Бак покохали одне одного, коли дізналися, що обоє люблять схід сонця. Ім'я персонажці фактично надала Джулія Сен-Вінсент, яка зіграла важливу роль в житті порнозірки Джона Холмса. |
| Бекі Барнет              | Ніколь Арі Паркер    | Чорношкіра порноакторка з чисельних фільмів Джека. Намагається знайти друзів та кохання поза порноіндустрією, однак терпить невдачі, доки не одружується з регіональним менеджером Пепом Бойзос, з яким знайомиться на вечірці, присвяченій зустрічі 1980-го року. |
| Полковник Джеймс         | Роберт Ріджлі        | Старий чоловік, найбільший фінансист фільмів Джека. Часто зустрічався для інтимних стосунків з неповнолітніми дівчатами, в результаті був арештований після передозування наркотиків однією з дівчат. Це призвело до втрати спонсора фільмів Джека Хорнера. В кінці стрічки показують, як його жорстоко лупцюють в тюрмі. |
| Флойд Гондолі            | Філіп Бейкер Хол     | Великий продюсер порноіндустрії. Намагався переконати Джека почати зйомки фільмів на відеоплівку з акторами-аматорами, щоб скоротити витрати, але Джек відмовився. Однак після арешту полковника, Джек Хорнер починає знімати на відео задля отримання фінансування. |
| Тод Паркер               | Томас Джейн          | Близький друг Ріда, стриптизер в нічному клубі «Party Boys», а також постачальник кокаїну для Дірка та Ріда. Застрелений в кінці фільму під час спроби обікрасти наркобарона Джексона. |
| Рахад Джексон            | Альфред Моліна       | Ексцентричний наркодилер, більшу частину часу слухає мікси на касетах та вживає кокаїн. Живе в багатому районі та має можливість скупати наркотики. Тод, Рід та Дірк намагаються продати йому підробний кокаїн, що закінчилось катастрофою. «Ви, хлопці, хочете пограти у бейсбол?» — фраза, яку він промовляє у фільмі, характерна риса реального гангстера Еді Неша. |
| Моріс Родригес           | Луїс Гузман          | Власник нічного клубу, де Дірк спочатку працює посудомийником і де Джек тусить разом зі своїми постійними порноакторами та членами знімальної бригади. Також знімається в другорядних ролях в порнофільмах як латінос і постійно намагається переконати інших вмовити Джека дати йому головну роль. В кінці фільму разом зі своїми братами відкриває ресторан з пуерто-риканською кухнею. |
| Курт Лонгджон            | Рікі Джей            | Працює у Джека Хорнера оператором, має стоїчний характер. |

## Виробництво
Фільм заснований на мок'юментарному короткометражному фільмі «Історія Дірка Діглера» (англ. The Dirk Diggler Story), зробленому Андерсоном ще за часів його навчання у школі. Короткометражка заснована на документальному фільмі 1981 року «Виснажений: Джон К. Холмс, Справжня Історія» (англ. Exhausted: John C. Holmes, The Real Story), що розповідає про життя легендарного порноактора Джона Голмса, на чий особистості заснований образ Дірка Діглера.
В ролі Едді Андерсон спочатку хотів бачити Леонардо Ді Капріо, якого бачив у «Щоденниках баскетболіста». Ді Капріо сподобався сценарій, але мав відмовитися, бо отримав головну роль у «Тітаніку». В 2004 році він заявив, що краще б пристав на пропозицію Анрдерсона, але тоді порекомедував на своє місце Марка Волберга. Хоакін Фенікс теж отримав пропозицію виконати роль Едді, але відмовився через небажання грати порнозірку. Пізніше Фенікс співпрацював з Андерсоном у стрічках «Майстер» та «Вроджена Вада». Білл Мюррей, Гарві Кейтель, Воррен Бітті, Альберт Брукс та Сідні Поллак розглядалися серед кандидатів на роль Джека Хорнера, яку в результаті виконав Берт Рейнольдс. Після прем'єри фільму Поллак заявив, що не зрозумів персонаж Хорнера, прочитавши сценарій, а тепер жалкує про свою відмову. Після ролі у фільмі «Тверда Вісімка» Семюел Л. Джексон відмовився від ролі Бака Свопа, що перейшла до Дона Чідла. Андерсон не розглядав Хізер Грем як претендентку на роль Ролергьорл, тому що жодного разу не бачив її оголеною у фільмах. Проте агент Грем зателефонував Андерсону і домовився про прослуховування, яке вона в результаті успішно пройшла. Дрю Беррімор та Татум О'Ніл також претендували на цю роль.
Витративши багато зусиль на випуск попереднього фільму, «Тверда Вісімка», Андерсон мав чіткі вимоги до кінцевого варіанту «Ночей в стилі Бугі». Він хотів, щоб фільм тривав більше трьох годин та мав рейтинг NC-17. Продюсери фільму, включно з Майклом Де Люка, заявили, що фільм або буде мати тривалість до трьох годин, або рейтинг R. Андерсон відстоював свою позицію з усіх сил, кажучи, що стрічка все одно не відповідатиме традиційним нормам. Але продюсери не поступилися, і Андерсон вибрав рейтинг R як компроміс. Не дивлячись на це, фільм все одно триває на 20 хвилин менше, ніж обіцялось.
Берт Рейнольдс також мав конфлікти з Андерсоном під час роботи над фільмом. Побачивши чернетку готового фільму, Рейнольдс звільнив свого агента за те, що той рекомендував його на цю роль. Однак за свою роботу Рейнольдс отримав Золотий Глобус і був номінований на «Оскар». Пізніше Андерсон запрошував Рейнольдса на головну роль у своїй наступній стрічці, «Магнолія», але Рейнольдс відмовив. Після цього Рейнольдс заявив, що пишається своєю участю у фільмі, але це не має жодного відношення до їх стосунків з Андерсоном.
Джон Бріон з'являється в ролі гітариста на першій церемонії нагородження фільмів для дорослих. В розширеній версії на DVD Бріон у смокінгу з'являється і на другій церемонії. Актор брав участь у зйомках попереднього фільму Пола Андерсона «Тверда Вісімка», а після «Ночей в стилі бугі» знявся у двох інших фільмах режисера: «Магнолія» та «Любов, що збиває з ніг».
Батька дитини Ембер грає Джон Доу з панк-гурту Х, що була дуже популярною в зображені у фільмі роки, а назва групи збігається з характеристикою фільмів Джека Хорнера за Системою рейтингів. У фільмі також є незначний персонаж з ім'ям Джон Доу.
В фільмі можна побачити справжніх порнозірок: Ніну Гартлі, Вероніку Харт, Little Cinderella, Самер Камінгс, Скай Блу, Джо Сосейдж та Тоні Тедескі.
Вибухи петард в будинку Рахада Джексона та ім'я Бака Свопа — посилання на фільм 1969 року Роберта Дауні-старшого «Патні Своуп» (англ. Putney Swope), що дуже подобався Андерсону. Роберт Дауні-старшого з'являється в фільмі як менеджер студії звукозапису, а в титрах виділяється як «Принц».
Показуючи потенційному покупцю магазина музичної техніки переваги нової стереосистеми, Бак Своп говорить про «спеціальну модифікацію ТК-421». Це посилання на тип Імперського штурмовика з поганим передатчиком з «Зоряних Війн». Сам фільм «Зоряні Війни» згадують в своїй розмові Дірк та Рід.
Сцени у нічному клубі відзняті у The Country Club в Лос-Анджелесі.
У DVD-версії можна побачити «пасхальне яйце»: кольорові смужки на екрані гаснуть під час презентації Дірка полковнику Джеймсу, і видно, що Марк Волберг носить штучний пеніс.

## Саундтрек
Оригінальний саундтрек до фільму вийшов на двух дисках: Boogie Nights: Music from the Original Motion Picture (жовтень 1997 року, одночасно з релізом фільму) та Boogie Nights 2: More Music from the Original Motion Picture (січень 1998 року). Хоча в ці збірки увійшли майже всі використані у фільмі пісні, але пропущена, наприклад, композиція «99 Loftballoons» співачки Nena, що звучить на початку заключного епізода в будинку Рахада Джексона. Музичний онлайн-гід AllMusic поставив першому саундтреку чотири з половиною зірки з п'яти, другому — чотири.
Гурт Heatwave відмовився надати свою пісню «Boogie Nights» для використання у фільмі, бо вона не пов'язана з порно.

## Сприйняття
Прем'єрний показ відбувся на Міжнародному кінофестивалі в Торонто, після чого фільм показали на кінофестивалі в Нью-Йорку, перед тим як запустити показ у двох кінотеатрах в США в жовтні 1997 року. В перший вікенд фільм зібрав $50,168. Через три тижні покази проходили вже у 907 кінотеатрах, а збори досягли $4,681,934, посівши четверте місце у рейтингу тижня. Фільм заробив $26,400,640 в США і $16,700,954 на зарубіжному ринку, сягнувши відмітки $43,101,594 у загальних зборах.
Фільм має рейтинг 93 % позитивних відгуків на агрегаторі Rotten Tomatoes з загальним рейтингом 8.1 з 10. Також займає своє місце в двадцятці найкращих фільмів 1992 року за версією Квентіна Тарантіно.
Свій псевдонім німецька співачка Rollergirl взяла з цього фільму.

## Психоаналіз
Андерсон різнобічно досліджує трансформацію інституту родини в сучасних умовах. Рівноправ'я чоловіків та жінок призводить до розпаду функції батька як сімейного дикатора та взагалі розпаду сімейних відносин. Головні герої знаходять заміну родинам, до яких належать за народженням, в інших ячейках суспільства. Такою сурогатною родиною для Дірка стає студія Джека Хорнера, причому сам Джек Хорнер грає роль батька, а Ембер — матері. Дірк з готовністю входить до порно-родини у ролі сина, в зв'язку з чим відомий кінокритик Дж. Хоберман назвав фільм «найпікантнішим сімейним романом з часів „Царя Едипа“».
Реальний батько Едді в фільмі зображений стисло, але вичерпно. Як багато інших сучасних батьків, він не може впоратися з емоціями дружини, які Джуліан Мьорфет визначає як катексис з відтінком інцесту. Посварившись з патологічно ревнивою матір'ю, Едді-Дірк рушає доказувати свої достоїнства до ерзац-родини, яка з точки зору психоаналізу представляє собою справжній рай: сексуальним партнером Дірка стає його мати Ембер, а спостерігачем та керівником його сексуальних подвигів — сурогатний батько Хорнер. Крім того, його партнеркою у порнокастінгу стає його зведена сестра Ролергьорл, яка теж прийшла до пари Джека та Ембер у пошуках неотриманої батьківської любові. З приходом 1980-х років сувора реальність вторгається до світу здійснених фантазій, але Дірк отримує другий шанс на існування в ерзац-родині після того, як він в ролі хрестоматійного блудного сина приходить до будинку Хорнера просити вибачення.

## Нагороди
| Організація                                              | Категорія                                              | Номінація | Результат |
| -------------------------------------------------------- | ------------------------------------------------------ | --- | --------- |
| 70-та церемонія вручення нагород премії «Оскар»          | Найкраща чоловіча роль другого плану                   | Берт Рейнольдс | Номінація |
| 70-та церемонія вручення нагород премії «Оскар»          | Найкраща жіноча роль другого плану                     | Джуліанн Мур | Номінація |
| 70-та церемонія вручення нагород премії «Оскар»          | Найкращий оригінальний сценарій                        | Пол Томас Андерсон | Номінація |
| 55-та церемонія вручення нагород премії «Золотий Глобус» | Найкраща чоловіча роль другого плану                   | Берт Рейнольдс | Перемога  |
| 55-та церемонія вручення нагород премії «Золотий Глобус» | Найкраща жіноча роль другого плану                     | Джуліанн Мур | Номінація |
| 51-ша церемонія вручення нагород премії BAFTA            | Найкраща чоловіча роль другого плану                   | Берт Рейнольдс | Номінація |
| 51-ша церемонія вручення нагород премії BAFTA            | Найкращий оригінальний сценарій                        | Пол ТомасАндерсон | Номінація |
| 4-та церемонія вручення премії Гільдії кіноакторів США   | Найкращий акторський склад в ігровому кіно             | Дон Чідл, Хізер Грем, Луїс Гузман, Філіп Бейкер Хол, Філіп Сеймур Гоффман, Томас Джейн, Рікі Джей, Вільям Мейсі, Альфред Моліна, Джуліанн Мур, Ніколь Арі Паркер, Джон Рейлі, Берт Рейнольдс, Роберт Ріджелі, Марк Волберг та Мелора Волтерс. | Номінація |
| 4-та церемонія вручення премії Гільдії кіноакторів США   | Найкраща чоловіча роль другого плану                   | Берт Рейнольдс | Номінація |
| 4-та церемонія вручення премії Гільдії кіноакторів США   | Найкраща жіноча роль другого плану                     | Джуліанн Мур | Номінація |
| 2-га церемонія вручення нагороди «Золотий Супутник»      | Найкращий акторский склад                              | | Перемога  |
| 2-га церемонія вручення нагороди «Золотий Супутник»      | Найкраща чоловіча роль другого плану — драма           | Берт Рейнольдс | Перемога  |
| 2-га церемонія вручення нагороди «Золотий Супутник»      | Найкраща жіноча роль другого плану — драма             | Джуліанн Мур | Перемога  |
| 2-га церемонія вручення нагороди «Золотий Супутник»      | Найкращий фільм — драма                                | | Номінація |
| 2-га церемонія вручення нагороди «Золотий Супутник»      | Найкращий режисер                                      | Пол Томас Андерсон | Номінація |
| 2-га церемонія вручення нагороди «Золотий Супутник»      | Найкращий оригінальний сценарій                        | Пол Томас Андерсон | Номінація |
| 2-га церемонія вручення нагороди «Золотий Супутник»      | Найкраща чоловіча роль — драма                         | Марк Волберг | Номінація |
| 2-га церемонія вручення нагороди «Золотий Супутник»      | Найкращий монтаж                                       | Ділан Тіченор | Номінація |
| Спілка кінокритиків Бостона                              | Найкращий новий режисер                                | Пол Томас Андерсон | Перемога  |
| Премія британського незалежного кіно                     | Найкращий іноземний незалежний фільм — англійська мова | Пол Томас Андерсон | Перемога  |
| Премія Асоціації кінокритиків Чикаго                     | Найкращий актор другого плану                          | Берт Рейнольдс | Перемога  |
| Премія Асоціації кінокритиків Даллас — Форт-Уерт         | Найкращий актор другого плану                          | Берт Рейнольдс | Перемога  |
| Премія кола кінокритиків Флориди                         | Найкращий акторский склад                              | | Перемога  |
| Премія кола кінокритиків Флориди                         | Найкраща акторка другого плану                         | Джуліанн Мур | Перемога  |
| Премія Спілки кінокритиків Лас-Вегасу                    | Найкращий актор другого плану                          | Берт Рейнольдс | Перемога  |
| Премія Асоціації кінокритиків Лос-Анджелеса              | Найкращий актор другого плану                          | Берт Рейнольдс | Перемога  |
| Премія Асоціації кінокритиків Лос-Анджелеса              | Найкраща акторка другого плану                         | Джуліанн Мур | Перемога  |
| Премія Асоціації кінокритиків Лос-Анджелеса              | Премія «Нове Покоління»                                | Пол Томас Андерсон | Перемога  |
| Премія Національної спілки кінокритиків США              | Найкращий актор другого плану                          | Берт Рейнольдс | Перемога  |
| Премія Національної спілки кінокритиків США              | Найкраща акторка другого плану                         | Джуліанн Мур | Перемога  |
| Премія Спільноти кінокритиків Нью-Йорка                  | Найкращий актор другого плану                          | Берт Рейнольдс | Перемога  |
| Премія Гільдії письменників Америки                      | Найкращий оригінальний сценарій                        | Пол Томас Андерсон | Номінація |